# Roodstuitleeuwerik
De roodstuitleeuwerik (Pinarocorys erythropygia) is een zangvogel uit de familie Alaudidae (leeuweriken).

## Verspreiding en leefgebied
Deze soort komt voor in Afrika van Guinee tot Soedan en noordwestelijk Oeganda.

## Status
De grootte van de populatie is niet gekwantificeerd maar de soort wordt omschreven als vrij algemeen. Op de Rode lijst van de IUCN heeft deze soort de status niet bedreigd.